# HD37594
HD37594 — хімічно пекулярна зоря спектрального класу A5, що має видиму зоряну величину в смузі V приблизно  6,0.
Вона  розташована на відстані близько 135,0 світлових років від Сонця.

## Фізичні характеристики
Зоря HD37594 обертається 
порівняно повільно 
навколо своєї осі. Проєкція її екваторіальної швидкості на промінь зору становить  Vsin(i)= 14км/сек.